# Prix Versailles
Prix Versailles este un ansamblu de premii arhitecturale care sunt decernate în fiecare an. Acesta este premiul mondial pentru arhitectură și design, deseori descris de mass-media ca reprezentând cel mai înalt nivel de recunoaștere a unei realizări.

## Istoric
Premiul este acordat de la momentul creării sale în 2015 la sediul UNESCO, în Paris, și recompensează diferite forme de arhitectură.

### Asocierea dintre cultură și economie
Premiul a vizat la început construcțiile comerciale, cu scopul afișat de a favoriza o mai bună îmbinare între domeniul economic și cel cultural. Irina Bokova, director general al UNESCO, a declarat în mod special la data de 19 iunie 2015: „Prix Versailles este unul dintre modurile de a scoate în evidență confluența dintre creație, artă și economie”.

### Extindere
După magazine, hoteluri și restaurante, aria premiului s-a extins la galeriile comerciale în 2017, apoi la categoriile campus, gări și stații, sporturi în 2019. În 2020, a fost adăugată categoria aeroporturi.
Din punct de vedere geografic, premiul a fost atribuit realizărilor franceze în 2015 (cu patru premii și mențiuni) și a devenit accesibil pe plan internațional în 2016 (cu nouă premii și mențiuni). Ediția din 2017 a fost marcată de crearea unor ediții continentale care au condus în mod special în 2018 la ceremonii continentale.

## Scop și funcționare

### Valorile
Prix Versailles vrea să sublinieze „rolul pe care agenții economici îl pot juca, în toate domeniile, pentru înfrumusețarea și îmbunătățirea mediului de viață”. Dorește să promoveze „dezvoltarea unor spații de calitate în toate zonele locuite”.
Are ambiția ca „arhitecturile cotidiene să fie ca o pârghie în serviciul unei dezvoltări durabile care să integreze toate componentele (domeniul ecologic – economia verde, domeniul social, domeniul cultural – economia mov)”.
În 2019, premiul a adoptat deviza „Inspirație, Progres, Integrare”.
Premiul stă la baza Apelului internațional din 7 iunie 2020 („Pentru o renaștere culturală a economiei”), care a apărut simultan în Corriere della Sera, El País și Le Monde.

### Desfășurare
Din 2017, categoriile magazine, galerii comerciale, hoteluri și restaurante sunt încoronate de titluri continentale atribuite în fiecare dintre cele șase regiuni mari: Africa și Asia de Vest; America Centrală, de Sud și Caraibe; America de Nord; Asia Centrală și de Nord-Est; Asia de Sud și Pacific; Europa.
Aceste atribuiri de premii se bazează pe o amplă solicitare de candidaturi și o analiză sistematică a mass-media.
În 2019, edițiile continentale au fost completate de selecții mondiale pentru categoriile campus, gări și stații, sporturi.
Pe baza titlurilor continentale sau a selecțiilor mondiale, un juriu independent desemnează titlurile mondiale pentru toate categoriile. Rezultatele mondiale pot fi anunțate la date diferite, în funcție de categorie.
Printre criteriile folosite de arbitri se numără „inovația, creativitatea, ecoul în patrimoniul local, natural și cultural, performanța ecologică, precum și valorile de socializare și de participare care sunt foarte apreciate de Națiunile Unite”.